# めぐ留
めぐ留（めぐる、1974年2月23日 - ）は、日本の歌手、女優。神奈川県 川崎市出身。旧名義は安曇野 めぐ留（あずみのめぐる）。伊藤多喜雄音楽事務所、株式会社澪plus業務提携。

## 家族
父は民謡歌手の伊藤多喜雄。
フラッシュアップ付属児童部タレントの加藤大果は娘。

## 経歴
1974年、伊藤多喜雄の長女として生まれる。幼少時代より日本民謡の唄や踊りの舞台に立つ。
1989年、ICIエンタープライズ(成プロ企画)所属。
1990年、劇団テアトルエコー養成所。
1992年、伊藤多喜雄のバンドの正式メンバーとして国内外の公演に出演。
- 伊藤多喜雄ライブ版CD「うたびと はやしびと」ゲスト：坂田明・溝口肇。
- TVドキュメンタリープライム10｢時を越えて君と会った」～山田かまちのメッセージ～（NHK）

1995年、伊藤多喜雄のバンドから独立。北海道富良野の倉本聰の富良野塾、農家の住み込みを経験。
1997年、タイ王国チェンマイ  Chiang mai college of dramatic Arts にてタイ舞踊を学ぶ。
- TVドキュメンタリー・人間劇場「青春！ソーラン節」（テレビ東京）構成演出は映画監督斉藤耕一。第35回ギャラクシー奨励賞作品

1998年、渋谷アピアなど、東京都内のライブハウスにてライブ活動を始める。
2001年、うつくしま未来博「ネオ会津磐梯山ミュージックコンテスト」バンド「doo-bop」のボーカルで参加。ビクター伝統文化振興財団賞を受賞。
- TV「春はめでたや それゆけ民謡」（NHK)

2002年2月23日、初マキシシングル『めぐる』を発売。
2004年、ファーストミニアルバム『U-tini』発売。
2007年8月、北海道日本ハムファイターズVS千葉ロッテマリーンズ戦にて、国歌「君が代」斉唱。
2008年8月、東京エスムジカのCDアルバム「World's end Wonderland」にゲストボーカルとして参加。
2011年、芸名を「めぐ留」に改名。
2012年、伊藤多喜雄のCD「PING」を企画プロデュース。ゲストミュージシャンは、坂田明、佐山雅弘、宗次郎、友川カズキ、林英哲、村上PONTA秀一。
2014年、女性和風ユニット「ほうずき」結成。バンド「メテオール」ゲストコーラスで参加。
2016年、バンド「渋さ知らズ」参加。12月よりCM「武松商事・エコクル」テレビ神奈川テレビ放送。
2017年4月7日公開の映画「ゴースト・イン・ザ・シェル」劇中音楽ボイス参加。12月武松商事CM“エコクルBOX““エコクルカーゴ”「奥様川柳篇」「そんな時は、エコクルボックス篇」テレビ神奈川 J:COM神奈川テレビ放送。
2017年5月27日公開映画「SHIDAMYOJIN-シダミョウジン-」（遠藤ミチロウ・小沢和史監督作品）。
2017年12月23日国内音楽配信サービス開始
2019年3月23日中国大陸台湾音楽配信サービス開始。
2019年7月5日 めぐ留ボーカル、アルトサックスの立花秀輝、ドラム堀越彰で編成されたバンド、「メグルセカイ」で、タイ国メーホーソンパイで行われた「Pai Jazz & Blues Fest 2019」に、Japan tradition freezazz枠で出演。チェンマイ市内のライブハウスでもライブを開催した。
2019年8月5日 かわさきFM「伊藤多喜雄とめぐ留の民謡クロスオーバー」を放送開始。企画、構成、プロデューサー。父伊藤多喜雄とともに、パーソナリティをつとめる。あらゆるジャンルからゲストを招き、その人の人生にクローズアップしてお話を聞くエンターテイメント番組。父娘どちらかの交友関係にあるゲスト、俳優新井康弘、ジャズピアニスト佐藤允彦、木住野佳子、フォークシンガー三上寛、歌手小室等、森友嵐士パーカッションプレイヤー仙波清彦、ドラマー石塚俊明、漫画家内田春菊、女優高樹澪、熊谷真実、工藤夕貴、ジャスサックスプレイヤー坂田明、梅津和時、短歌絶叫ミュージシャン福島泰樹、渋谷円山町芸者喜利家鈴子などがいる。アシスタントは島岡美延、えぐさゆうこなど。
2019年12月10日 タイ国チェンマイで行われた「Chiangmai Design Week 2019」に、メグルセカイで二日間出演。市内のライブハウス「North Gate Jazz Co-Op」等でもライブ開催した。
2020年7月17日 Web開催された「Pai Jazz and Bluese Fest 2020」『メグルセカイ』出演。学芸大学アピア40で事前収録されたライブ映像を使用し、日本からイベントに二日間参加した。
2020年8月6日 かわさきFM「伊藤多喜雄の好きですかわさき」メインパーソナリティは民謡歌手 伊藤多喜雄、俳優 新井康弘、アナウンサー 亀井京子ら。人々の胸に深く届く心優しい言葉にあふれる街から、社会・文化・芸能が見える、ラジオで新たな街、暮らし、川崎を伝える番組。毎週木曜日 正午より1時間番組。前番組「伊藤多喜雄とめぐ留の民謡クロスオーバー」は、コロナの影響により前月に一年間の放送を終了した。
2021年10月25日 狛江FM コマラジ　「 アフタヌーンナビ good day Monday 」第4週担当パーソナリティに就任。メインパーソナリティは元オールナイターズの相川ひとみ。第3週担当は元毎日新聞川崎支局長のジャーナリストの尾中香尚里。

## ディスコグラフィー

### シングル
- めぐる（2002年）
- ハナガサ ~山形県民謡 花笠音頭より〜（2017年）
- ダイダイ（2018年）
- Water Song（2018年）
- IseonD（2019年）
- 貝がらこの子守唄（2019年）
- ぼくらのこと（2020年）
- ヒステリックナイト（2021年）

### その他
- たまい金運音頭
- 鵜飼音頭 TVアニメ「ひそねとまそたん」オリジナル・サウンドトラック

### アルバム
- U-tini（2004年）
- 世界回遊 (2021年) メグルセカイ

### 参加作品
- A Marriage Song inspired by 秋田長持唄 feat. 安曇野めぐ留（2008年） - 「東京エスムジカ」のアルバム「 World's end Wonderland」収録